# Fortaleza dos Nogueiras
Fortaleza dos Nogueiras là một đô thị thuộc bang Maranhão, Brasil. Đô thị này có diện tích 1664,058 km², dân số năm 2007 là 11253 người, mật độ 6,76 người/km².